# Triade d'Osorkon II
La triade d'Osorkon II est un pendentif élaboré par les orfèvres égyptiens de la XXIIe dynastie (de 945 à 715 av. J.-C.), pendant la Troisième Période intermédiaire de l'Égypte antique.
Ce bijou extrêmement précieux en or massif et en lapis-lazuli, authentique chef-d'œuvre de l'orfèvrerie antique, représente la triade divine de la famille d'Osiris. Malgré la présence du grand dieu des morts, il s'agirait davantage d'un trésor de temple que d'un bijou funéraire.

## Histoire
Le bijou tient son nom d'Ousermaâtrê Setepenamon Osorkon (Osorkon II), pharaon de la XXIIe dynastie qui a régné de 874 à 850 av. J.-C., pendant la Troisième Période intermédiaire.

## Description
Les personnages du bijou représentent trois des dieux de la mythologie égyptienne : Osiris (dieu de la résurrection), porte l'uræus et la barbe tressée, Isis (déesse de la maternité et de la naissance), une perruque tripartite, à l'origine incrustée, et Horus (« l'élevé », Dieu céleste) coiffé de la couronne pschent. C'est la famille du dieu des morts, appelée triade osiriaque.
Inscription du pilier : 

« Le roi de Haute et Basse-Égypte, maître des Deux-Terres Ouser-maât-rê l'élu d'Amon, le fils de Rê Osorkon aimé d'Amon. »

Au dos, il y a des inscriptions en hiéroglyphes sur cinq colonnes dont celle de gauche comporte côte-à-côte le nom de Sa-Rê et celui de Nesout-bity d'Osorkon II.
Inscription sous le socle : 

« Paroles à dire par Osiris Oun-néfer :
Je te donne les années d'Atoum comme Rê.
Paroles à dire par Horus : ...
Je te donne toute force et toute victoire.
Paroles à dire par Isis : ...
Je te donne d'innombrables fêtes-Sed. »

## Conservation
Le pendentif est conservé au Musée du Louvre, après avoir été acquise en 1872. Son emplacement actuel est dans l'aile Sully, niveau 1, salle 643 : De l'an mille à la première domination perse, vitrine 1.

## Sources
- Musée du Louvre

1. ↑  Christiane Ziegler et Jean-Luc Bovot, « Manuel de l’École du Louvre consacré à l’Égypte ancienne » [PDF], 2001 (consulté le 15 avril 2024), p. 4-5